# Hyperloop One

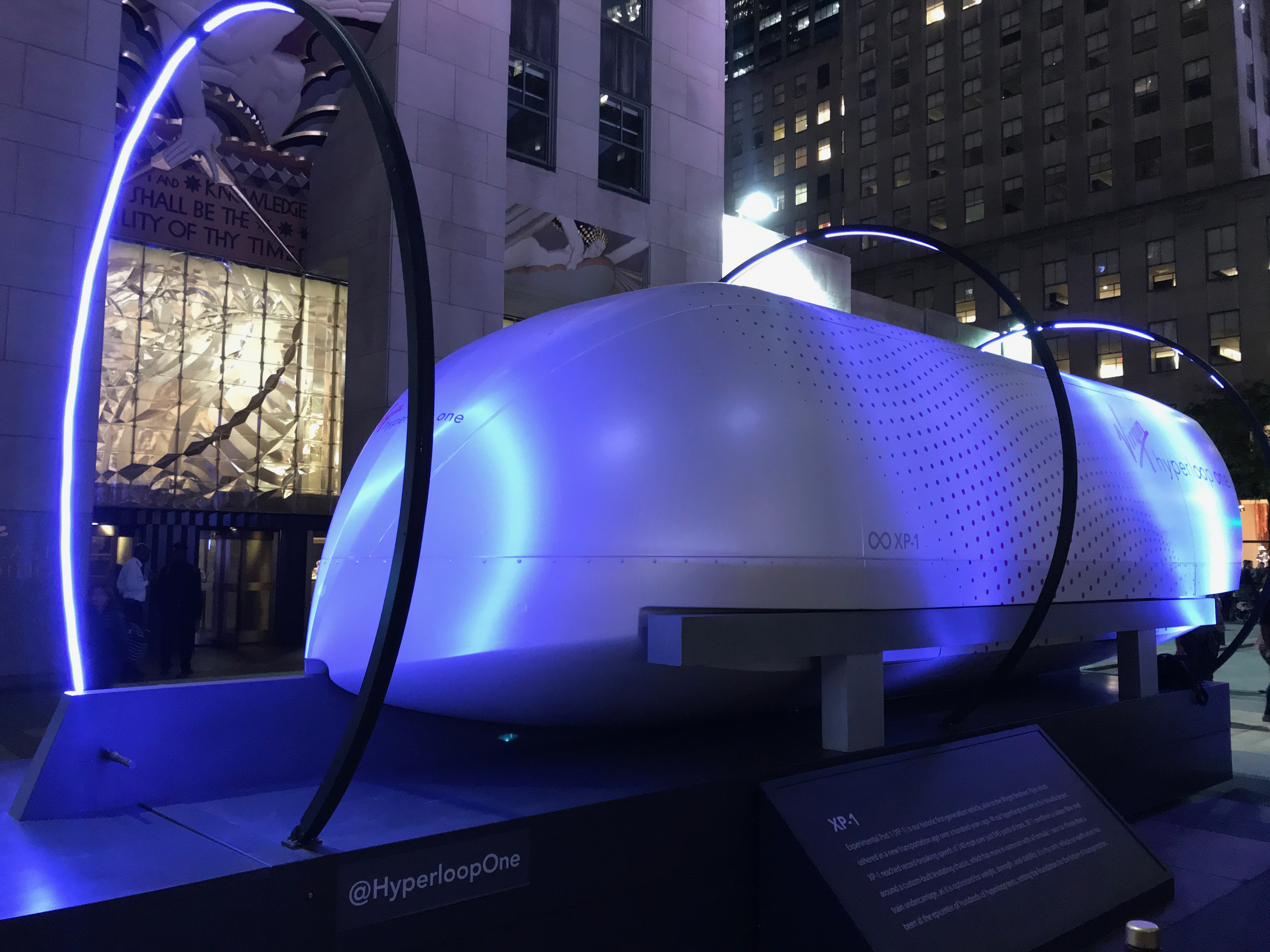
Hyperloop One XP-1

Hyperloop One (ehemals Virgin Hyperloop One und Hyperloop Technologies) war ein US-amerikanisches Unternehmen, das an der Entwicklung und Umsetzung des Hyperloop-Konzepts arbeitete. Hyperloop One plante ein Hochgeschwindigkeitstransportsystem mit Kapseln in einer Unterdruckröhre (siehe auch Vakuumtunnel), die Geschwindigkeiten bis zu 1200 km/h erreichen sollten. Das Konzept des Hyperloops wurde im August 2013 von Elon Musk in einem White Paper vorgestellt, doch das Unternehmen Hyperloop One stand weder unter seiner Leitung noch war es in seinem Besitz. Das Unternehmen hatte seinen Sitz in Los Angeles, Kalifornien, Vereinigte Staaten.

## Geschichte
Die Idee für Hyperloop One entstand im Rahmen einer Unterhaltung zwischen Elon Musk und dem Wagniskapitalgeber Shervin Pishevar, als diese im Januar 2012 zusammen für eine humanitäre Mission nach Kuba flogen. Pishevar bat Musk, seine Ideen über das Konzept des Hyperloops näher zu erläutern, mit dem sich Musk bereits seit einiger Zeit privat beschäftigte. Pishevar schlug vor, den Hyperloop auch für Güterverkehr zu verwenden, obwohl Musk plante, hauptsächlich Personen zu befördern (Personenverkehr). Musk war allerdings durch seine Tätigkeit bei Tesla und SpaceX so eingebunden, dass er keine Zeit hatte, noch ein weiteres Projekt in Form des Hyperloops umzusetzen. Pishevar bot Musk an, dass er sich selbst um das Projekt kümmern würde, worauf Musk jedoch zuerst nicht einging.
Im Mai 2013, als Musk im Rahmen der AllThingsD-Konferenz ein Interview gab, forderte Pishevar Musk im Rahmen einer Fragerunde auf, den Zuhörern mehr über seine Idee des Hyperloops zu erzählen. Musk erläuterte sein Konzept und versprach den Zuhörern widerwillig, einen Bericht über seine Idee im August 2013 zu veröffentlichen.
Mit Veröffentlichung des White Papers im August 2013 war das Konzept quasi Open Source und die Weiterentwicklung sowie letztendliche Umsetzung des Hyperloops wird durch den Wettbewerb einzelner, unabhängiger Projektteams vorangetrieben.
Shervin Pishevar, Josh Giegel und Brogan BamBrogan gründeten Hyperloop One, damals Hyperloop Technologies, im Juni 2014.
Neben Hyperloop One beschäftigten sich mit Stand von September 2017 noch drei weitere Unternehmen mit der Realisierung des Hyperloop-Konzepts. Zum einen sind das Hyperloop Transportation Technologies (HTT) des Deutschen Dirk Ahlborn, zum anderen das kanadische „Transpod“. Das dritte Unternehmen, das an dem Hochgeschwindigkeitstransportmittel tüftelt, ist „Arrivo, The Arrival Company“, welches von ehemaligen Mitarbeitern von Hyperloop One gegründet wurde. Die vier ehemaligen Manager hatten Hyperloop One nach internen Streitigkeiten verlassen und Anfang 2017 ein eigenes Start-up-Unternehmen gegründet.
Mitte Juli 2017 wurde nach Angaben von Hyperloop One erstmals eine Geschwindigkeit von 113 km/h erreicht, Anfang August 2017 von 305 km/h (Testschlitten der 500 Meter langen Teströhre „DevLoop“) sowie im Dezember 2017 von 387 km/h.
Am 8. November 2020 fand die erste bemannte Testfahrt auf der firmeneigenen Teststrecke DevLoop in der Wüste Nevadas (nahe Las Vegas) statt. Dabei wurden zwei Unternehmensangehörige mit einer Maximalgeschwindigkeit von 172 km/h transportiert.
Im Februar 2022 gab das Unternehmen einen Strategiewechsel bekannt. Das System sollte künftig auf den Transport von Fracht ausgerichtet werden und nicht mehr auf die Personenbeförderung. Gleichzeitig mit der Bekanntgabe der Neuorientierung des Unternehmens wurde die Hälfte der Belegschaft entlassen.
Im Dezember 2023 meldete Bloomberg News, dass das Unternehmen Ende 2023 schließe, da es keinen Auftrag zum Bau eines Hyperloops erhielt. Der mehrheitlich an Hyperloop One beteiligte Hafenbetreiber DP World in Dubai erwarb immaterielle Eigentumsrechte von Hyperloop One.

## Planungen
Um das Projekt umzusetzen, unterhielt Hyperloop One 2016 Partnerschaften mit Beratern, Architektur- und Ingenieurbüros, unter anderem von der Deutschen Bahn, DB Engineering and Consulting, dem Schweizer Tunnelbauunternehmen Amberg Group, dem britischen Ingenieurbüro Arup und dem französischen Ingenieurbüro Systra, als gemeinsames Tochterunternehmen der SNCF und der RATP.
Im Mai 2016 startete Hyperloop One die „Hyperloop One Global Challenge“, in der Teams weltweit aufgefordert wurden, Vorschläge für Routen einzureichen. Im Semifinale waren 35 Routenvorschläge enthalten, darunter auch zwischen Hamburg und Berlin.
Am 14. September 2017 veröffentlichte Hyperloop One zehn Routen, die gebaut werden sollten.
1. Vereinigte Staaten: von Chicago über Columbus (Ohio) nach Pittsburgh
2. Vereinigte Staaten: von Dallas über Laredo (Texas) nach Houston
3. Vereinigte Staaten: von Cheyenne (Wyoming) über Denver nach Pueblo (Colorado)
4. Vereinigte Staaten: von Miami nach Orlando (Florida)
5. Kanada: von Toronto über Ottawa nach Montreal
6. Mexiko: von Mexiko-Stadt nach Guadalajara (Mexiko)
7. Vereinigtes Königreich: von Edinburgh nach London
8. Vereinigtes Königreich: von Glasgow nach Liverpool
9. Indien: von Bangalore nach Chennai
10. Indien: von Mumbai nach Chennai

## Finanzierung
Seit der Gründung erhielt Hyperloop One mit Stand von September 2017 gemäß eigenen Angaben Risikokapital von 245 Millionen US-Dollar. In der ersten Finanzierungsrunde, auch als Series A round bezeichnet, erhielt Hyperloop One insgesamt 11,1 Millionen US-Dollar. Hauptinvestor war Sherpa Capital, eine von Shervin Pishevar und Scott Stanford geleitete Venture-Capital-Gesellschaft. In der zweiten Finanzierungsrunde kamen 19 Investoren aus der ganzen Welt hinzu, darunter SNCF, die staatliche Eisenbahngesellschaft Frankreichs. In der zweiten Finanzierungsrunde war Sherpa Capital ebenfalls Hauptinvestor. Auch DP World, ein Tochterunternehmen von Dubai World, der staatlichen Investmentgruppe der Vereinigten Arabischen Emirate, war mit 50 Millionen US-Dollar beteiligt.
Hyperloop One beteiligte sich am Schweizer Projekt Cargo sous terrain und hielt einen Sitz im Verwaltungsrat inne.
Im Rahmen einer Finanzierungsrunde investierte Richard Bransons Virgin Group im Herbst 2017 in Hyperloop One. Danach wurde das Unternehmen in Virgin Hyperloop One umbenannt. Im November 2022 gab die Virgin Group bekannt, dass sie sich vollständig aus dem Projekt zurückzieht aufgrund der Fokussierung auf reinen Frachttransport. Die Marke Virgin wurde aus dem Unternehmen entfernt. Die Virgin Group verkaufte ihre Hyperloop-One-Anteile.

## Kritik
In 2016 berichtete Wired über ernste Schwierigkeiten bei Hyperloop One. Machtkämpfe führten zu einem Wechsel der Geschäftsführung, Investoren bekamen kalte Füße. Der Gründer Brogan BamBrogan und mit ihm die Schlüsselfiguren David Pendergast, Knut Sauer und William Mulholland verließen das Unternehmen, um die Konkurrenzfirma Hyperloop Two zu gründen.